# Let Me Die In My Footsteps
Let Me Die in My Footsteps è un brano musicale scritto dal cantautore statunitense Bob Dylan nel febbraio 1962.

## Il brano
Si tratta di un brano dal forte connotato antimilitarista che parla della costruzione di rifugi antinucleari, pratica molto in voga durante gli anni della guerra fredda, ed è una delle prime canzoni di protesta di Dylan.
Dylan: «Stavo passando per una città dove stavano costruendo questo rifugio antiaereo appena fuori città, un edificio che assomigliava al Colosseo, e c'erano macchine e operai dappertutto. Rimasi ad osservarli lavorare per circa un'ora e nella mia mente la canzone prese forma già allora anche se poi ho impiegato due anni per metterla su carta. Mentre osservavo gli operai lavorare mi sembrò strano che perdessero tanto tempo a scavare una buca in terra quando ci sarebbero state tante cose più importanti che avrebbero potuto fare nella vita. Se non altro avrebbero potuto per lo meno osservare il cielo o farsi una passeggiata e vivere un po' la propria vita anziché perdere tempo a costruire questa cosa immorale».
(da Maggie's Farm - sito italiano su Bob Dylan)
La canzone venne inizialmente selezionata per essere inclusa nel secondo album di Dylan, The Freewheelin' Bob Dylan, ma fu rimpiazzata all'ultimo momento da A Hard Rain's A-Gonna Fall. Questa versione del pezzo venne registrata negli studi della Columbia il 25 aprile 1962, durante la prima seduta per Freewheelin', e fu successivamente pubblicata nel marzo 1991 all'interno della raccolta The Bootleg Series Volumes 1-3 (Rare & Unreleased) 1961-1991.
Una versione successiva, incisa come nastro demo per l'editore M. Witmark & Sons nel dicembre 1962, è stata inclusa nell'album The Bootleg Series Vol. 9 - The Witmark Demos: 1962-1964 (2010). La prima uscita ufficiale della canzone, tuttavia, si ebbe nel settembre 1963 su The Broadside Ballads, Vol. 1, un album di canzoni folk scelte da Pete Seeger e Sis Cunningham, editori della rivista Broadside. La registrazione di questa versione risale al 24 gennaio 1963, con Dylan che si esibisce sotto lo pseudonimo "Blind Boy Grunt" (per ragioni contrattuali), accompagnato dal suo amico Happy Traum. Broadside aveva in precedenza pubblicato il testo della canzone citandola con il suo titolo originale, I Will Not Go Down Under the Ground, nell'aprile 1962.
Nelle note interne che accompagnano The Bootleg Series Volumes 1–3, Todd Harvey scrisse che Let Me Die in My Footsteps non aveva precedenti melodici rintracciabili e suggerì come la canzone potesse essere stata la prima per quale Dylan compose una melodia originale senza rielaborare quella di qualche antico brano tradizionale. Tuttavia, Dylan stesso rivelò in seguito nella sua autobiografia Chronicles: Volume One, che il pezzo si basava su una vecchia ballata di Roy Acuff.